# ریزوکاین
ریزوکاین (به انگلیسی: Risocaine) با فرمول شیمیایی C۱۰H۱۳NO۲ یک ترکیب شیمیایی با شناسه پاب‌کم ۷۱۷۴ است. که جرم مولی آن ۱۷۹٫۲۱۵۷۲ می‌باشد.